# Baía de Sanggar
A Baía de Sanggar (Indonésio: Teluk Sanggar) é uma baía maior na ilha dev Sumbawa, que fica a sudoeste da península de Sanggar e do Monte Tambora.